# Атлантис (ЮАР)
Атлантис (англ. Atlantis) — город на юго-западе Южно-Африканской Республики, на территории Западно-Капской провинции. Входит в состав городского округа Кейптаун.

## Географическое положение
Город расположен в юго-западной части провинции, вблизи побережья Атлантического океана, на расстоянии приблизительно 34 километров (по прямой) к северу от Кейптауна, административного центра провинции. Абсолютная высота — 252 метров над уровнем моря.

## Климат
Среднегодовое количество осадков — 375 мм. Наибольшее количество осадков выпадает в период с апреля по октябрь. Средний максимум температуры воздуха варьируется от 15,9 °C (в июле), до 27,2 °C (в феврале). Самым холодным месяцем в году является июль. Средняя минимальная ночная температура для этого месяца составляет 7,1 °C.

## Население
По данным официальной переписи 2001 года, население составляло 53 820 человек, из которых мужчины составляли 47,72 %, женщины — соответственно 52,28 %. В расовом отношении цветные составляли 95,61 % от населения города, Негры — 2,84 %; белые — 1,04 %; азиаты (в том числе индийцы) — 0,51 %. Наиболее распространёнными среди горожан языками были: африкаанс (90,27 %) и английский (8,93 %).

Согласно данным, полученным в ходе проведения официальной переписи 2011 года, в Атлантисе проживало 67 491 человек, из которых мужчины составляли 48,94 %, женщины — соответственно 51,16 %. В расовом отношении цветные составляли 85,01 % от населения города; негры — 12,91 %; азиаты (в том числе индийцы)— 0,36 %; белые — 0,15 %, представители других рас — 1,57 %. Наиболее распространёнными среди жителей города языками являлись: африкаанс (79,50 %), зулу (9,43 %) и английский (7,67 %).